# Porphyrinia draudti
Porphyrinia draudti là một loài bướm đêm trong họ Noctuidae.